# Hassel (Bergen)
Hassel ist eine Ortschaft der niedersächsischen Stadt Bergen im nördlichen Landkreis Celle in der Lüneburger Heide.

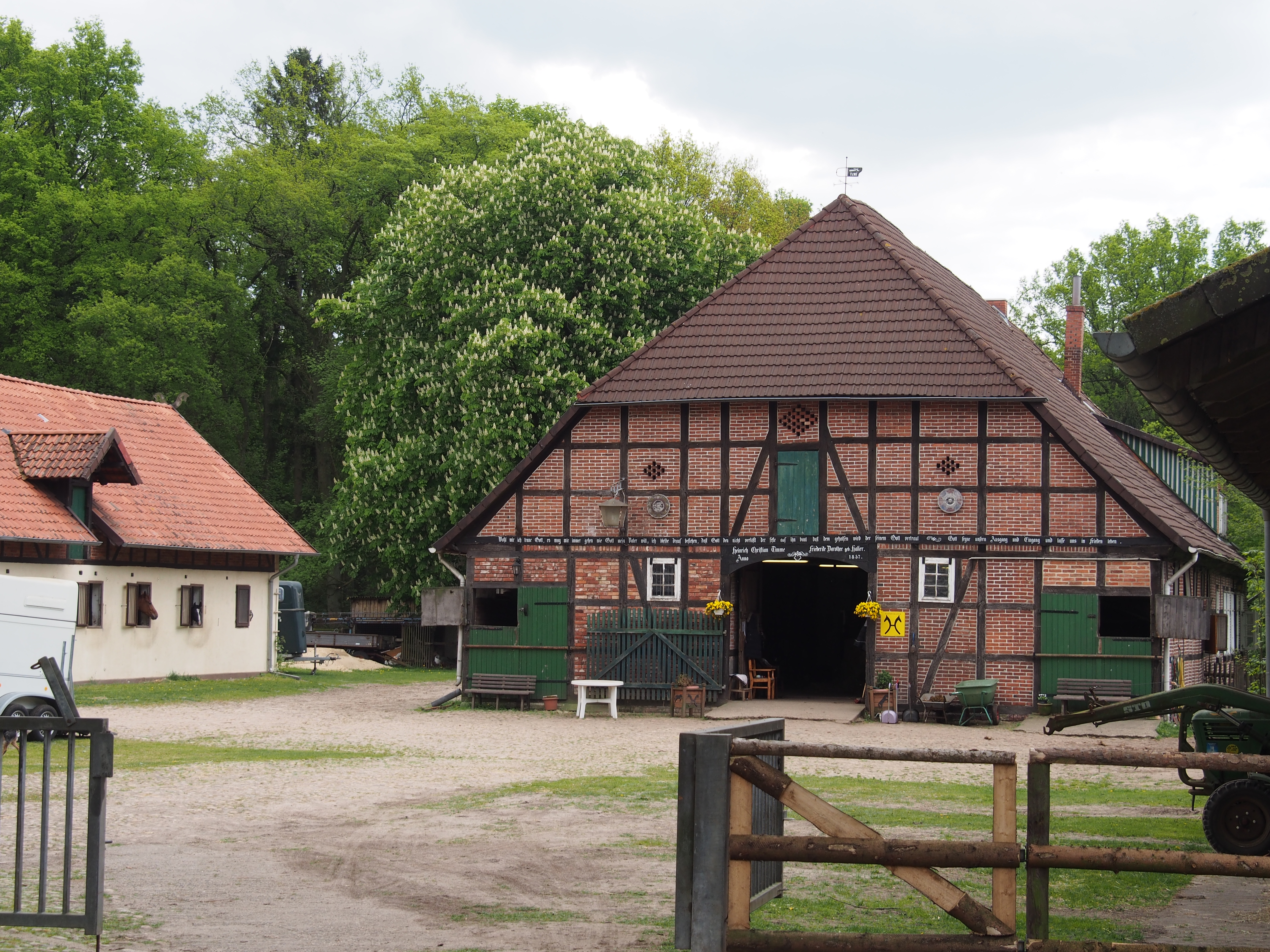
Denkmalgeschützter Bauernhof in Hassel

## Geographie
Hassel liegt ca. 8 km südlich von Bergen an der Bundesstraße 3 und der Kreisstraße 24, im Urstromtal der Örtze. Es hat bei einer Fläche von 1440 ha und 192 Einwohner (Stand Dezember 2022). Das Dorf gliedert sich in die Ortsteile Hassel, Achterberg, Grünewald und Wallerholz. Der Ortsteil Hassel, mit seinen alten, zum Teil denkmalgeschützten Bauerngehöften, liegt an der Kreisstraße 24 und ist der ursprüngliche Ortsteil. Achterberg liegt östlich davon und ist der neue Ortsteil. Er wird durch die Bundesstraße 3 geprägt, an der, ausschließlich östlich der Straße, die Wohnhäuser liegen. In Grünewald befand sich direkt an der Bundesstraße 3 über 180 Jahre eine Raststätte, zuletzt auch mit Hotel. Zurzeit befindet sich dort ein Waffengeschäft, in dem derzeit (2019) ein Schießkino errichtet wird. Westlich von Achterberg befindet sich das Forsthaus Wallerholz.

## Geschichte
Über die genaue Entstehungszeit des Dorfes Hassel können keine gesicherten Angaben gemacht werden, als gesichert gilt jedoch, dass die ersten Siedlungen zwischen Krähenberg und Ostermoor am Abhang des Urstromtales der Örtze entstanden.
Urkundlich erwähnt wurde Hassel erstmals im Jahr 1298. In einem Viehschatzregister des Jahres 1438 sind drei Höfe belegt, 1589 werden in einem Hausbuch bereits fünf Hofstellen genannt. Bei diesen drei Vollhöfen und zwei Kötnerhöfen ist es auch in den folgenden Jahrhunderten geblieben, erst im 19. Jahrhundert entstanden weitere Abbauerstellen.
Seit dem 14. Jahrhundert ist als unterste Verwaltungs- und Gerichtsinstanz die Amtsvogtey Winsen belegt, der ein herzoglicher Vogt vorstand. Die ausschließlich die Ortschaft Hassel betreffenden Belange wurden von der Realgemeinde, d. h. den Besitzern der an der Allmende berechtigten Höfen, beraten und entschieden. Eine grundlegende Änderung brachten die politischen Reformen des 19. Jahrhunderts, infolge derer die politische Gemeinde Hassel entstand. Die Mitbestimmung der dörflichen Angelegenheiten war nun nicht mehr von den Besitzverhältnissen abhängig, jeder männliche Dorfbewohner über 25 Jahren besaß nun das Stimmrecht.
Das 19. Jahrhundert war von umfangreichen Agrarreformen geprägt. Grundlegend für die weiteren Reformen waren die Beginn des 19. Jahrhunderts durchgeführte Generalteilung, durch die die Dörfer feste Grenzen erhielten und jedes Stück Land einer Gemeinde zugehörig war. Der Umfang der den einzelnen Dörfern zugeteilten Flächen richtete sich nach den in der Vergangenheit in Anspruch genommenen Weiderechten. Dem folgten in den Jahren 1838 bis 1858 die Gemeinheitsteilungen. Die Allmende, d. h. die bis dato gemeinschaftlich genutzte Flächen, wurde nun den einzelnen Höfen als freies Eigentum übertragen, abhängig von den jeweiligen bestehenden Nutzungsrechten an der Allmende.
Auf Grundlage der Ablösungsverordnung für das Königreich Hannover aus dem Jahr 1833 erfolgte die Ablösung der auf den Höfen ruhenden Verpflichtungen der Grundherrschaft gegenüber. Die nach dem sogenannten Meierrecht vergebenen Höfe waren bis dato zu zahlreichen Dienstleistungen und Geldzahlungen verpflichtet, die nun gegen Zahlung einer Summe die dem 25-fachen der bisherigen jährlichen Verpflichtung entsprach, aufgehoben wurden und die Höfe damit als freies Eigentum in den Besitz der Bauern übergingen. Eine Folge der Ablösungen war, dass Grundbesitz nun frei veräußert werden konnte. Damit waren die Voraussetzungen für die Anlage neuer Abbauerstellen geschaffen. In der 2. Hälfte des 19. Jahrhunderts entstand so auf dem Achterberg ein neuer Ortsteil.
Am 1. Januar 1973 wurde Hassel in die Stadt Bergen eingegliedert.

## Religion
Hassel gehörte bis 1971 der Kirchengemeinde in Winsen an, bis Hassel auf Wunsch der Einwohner der Fabian-und-Sebastian-Kirche in Sülze angegliedert wurde. Der Großteil der Hassler Bevölkerung ist evangelisch, für die katholischen Einwohner ist die Pfarre in Bergen zuständig.

## Politik

### Ortsrat
Seit der Eingemeindung im Zuge der niedersächsischen Gebiets- und Verwaltungsreform im Jahr 1973 ist Hassel eine Ortschaft der Stadt Bergen. Vertreten wird Hassel durch den Ortsrat und den Ortsbürgermeister. Der Ortsrat hat u. a. Entscheidungskompetenzen für die in der Ortschaft gelegenen öffentlichen Einrichtungen, ist zuständig für die Förderung der Ortsbildpflege und des Vereinslebens und muss von der Stadt Bergen bei allen die Ortschaft betreffenden Belangen gehört werden. Er setzt sich aus fünf gewählten Vertretern, den aus Hassel stammenden Mitgliedern des Gemeinderates Bergen sowie dem Bürgermeister der Stadt Bergen zusammen.
Bei der Kommunalwahl 2021 ergab sich folgende Sitzverteilung:
- Wählergruppe Hassel: 5 Sitze

### Ortsbürgermeister
Der Ortsrat wählt den Ortsbürgermeister, Amtsinhaber ist Hans-Hermann Lühmann.

## Kultur und Sehenswürdigkeiten
Hassel gehört zum niederdeutschen Sprachraum und zur nordniedersächsisch-plattdeutschen Dialektgruppe. Seit dem Ende des Zweiten Weltkrieges hat sich allerdings die hochdeutsche Sprache weitgehend durchgesetzt und das niederdeutsche verdrängt. Insbesondere unter den älteren Dorfbewohnern spielt Plattdeutsch als Umgangssprache jedoch nach wie vor eine große Rolle.

Bauernhöfe in Hassel
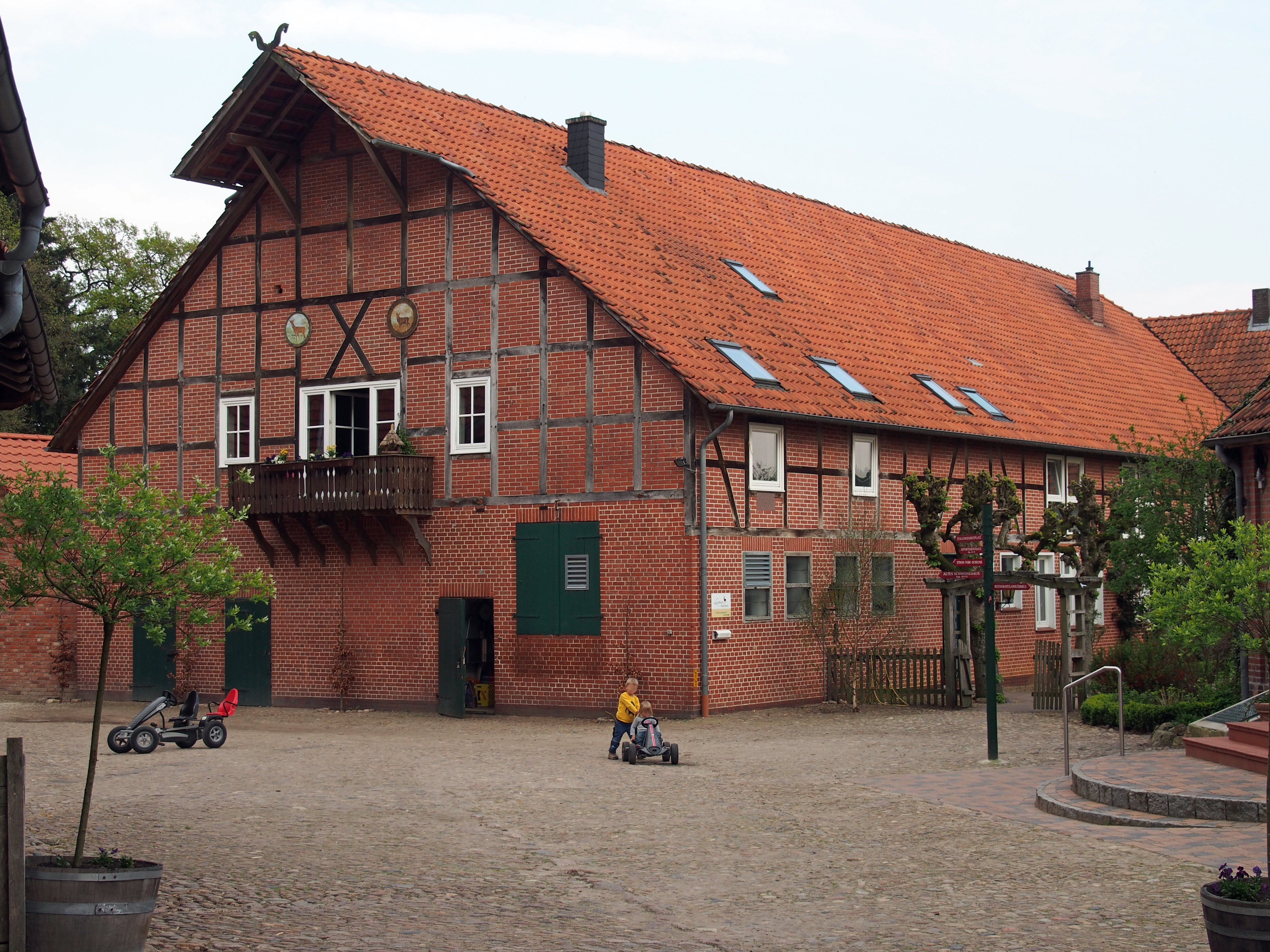
Haus Nr. 3, Ferienhof und Cafe
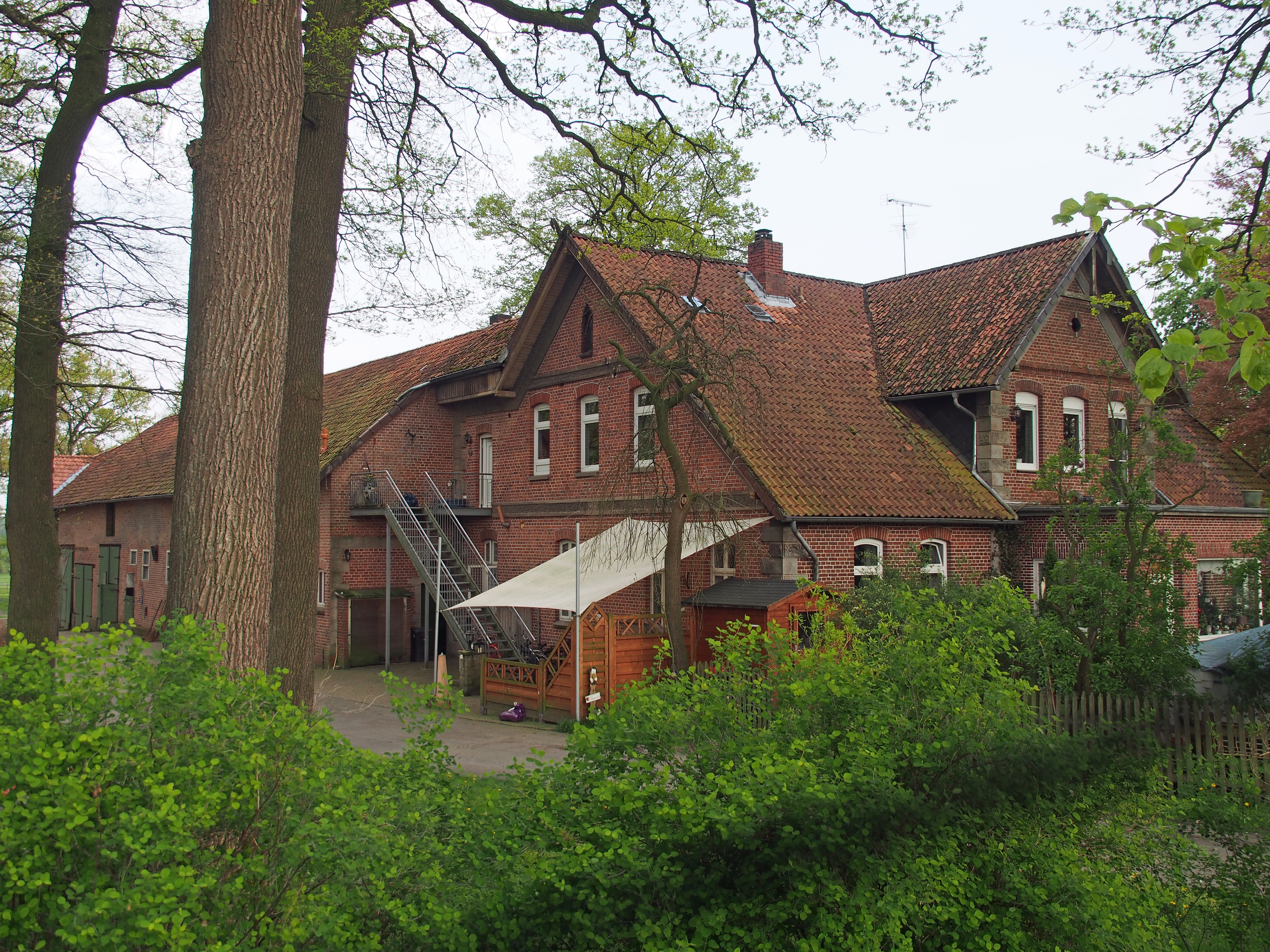
Bauernhof, Haus Nr. 4
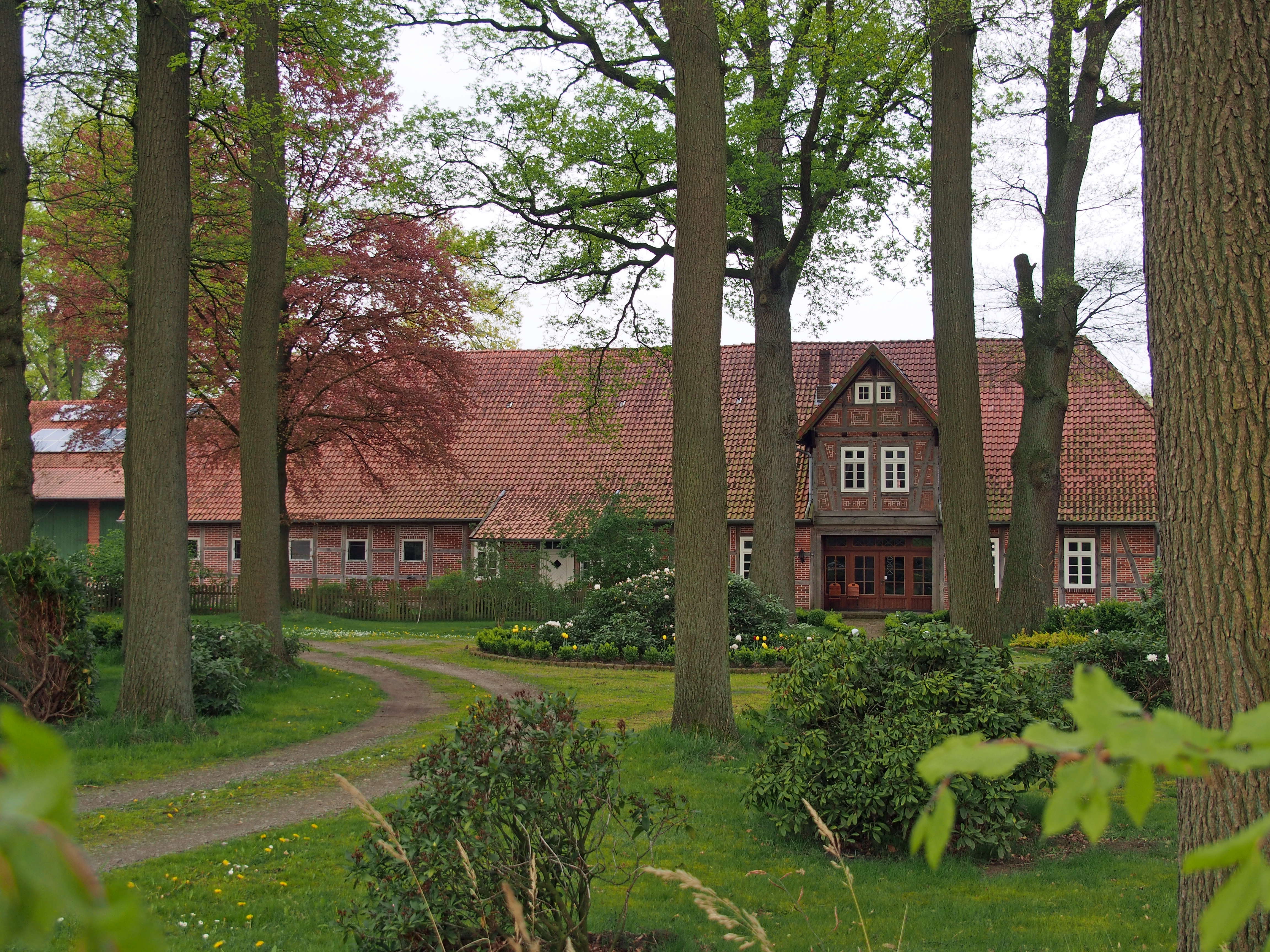
Bauernhof, Haus Nr. 5